# Імперія (репортаж)
Імперія (1993) — (пол. Imperium) — репортаж Ришарда Капусцінського про розпад Радянського Союзу — останньої імперії ХХ століття. Книжка з'явилася після дворічної подорожі автора по СРСР. Книга написана на основі подорожей, здійснених у період 1980-1990-х років, коли Р.Капусцінський відвідав більшість республік СРСР (Росію, Вірменію, Грузію, Азербайджан, Середню Азію, Україну, Білорусь), спостерігаючи за кульмінацією перебудови. Ця книга складається з трьох частин і описує різні історичні періоди «Імперії». У 1993 році вона стала бестселлером, який перекладався по всьому світу.
Книжка подає власний стосунок автора до подорожі, і складається з трьох частин.
У першій частині — «Перші зустрічі (1939—1967)» — Капусцінський, окрім дитячих воєнних спогадів, описує свою подорож транссибірською маґістраллю 1958 року, найсильнішим враженням від якої стали нескінченні снігові рівнини, оперезані тисячами кілометрів колючого дроту: тут, згадуючи про долі окремих відомих йому «засланців», Капусцінський пропонує і власну «формулу» Сибіру, — «морозяний крижаний простір + диктатура». Наступна подорож 1967 року шістьма південними республіками (Грузія, Азербайджан, Туркменістан, Таджикистан, Киргистан і Узбекистан) стала для автора, без перебільшення, відкриттям «іншої» Імперії, вже не «сірої» та «монолітної», а навпаки, — яскравої та строкатої, як східний килим, у якому кожен клаптик має власні ориґінальні історію та візерунок.
Друга частина — «Із висоти пташиного польоту (1989—1991)» — становить майже половину всієї книжки, і є оповіддю про самотню подорож по СРСР у момент його розпаду. У європейській частині СРСР Капусцінський відвідав Брест і Москву, на далекій півночі — Магадан і Воркуту, на півдні — Тбілісі і Єриван. Не оминув автор і України, завітавши до Дрогобича, у пошуках «Цинамонових крамниць» його улюбленого письменника Бруно Шульца, а також до Львова, Києва і Донецька.
Під час цих подорожей Капусцінський подолав — переважно літаючи — 60 000 кілометрів.
Остання, найкоротша частина — «Далі буде (1992—1993)» — прогностична: покладаючись на свої досвід і знання про Радянський союз, автор міркує про те, що може чекати пострадянську республіку в найближчому майбутньому. І вже сьогодні можна сказати: чи не всі тривожні симптоми, які він перерахував, нині встигли перетворитися на серйозні проблеми. А його прикінцева цитата з «Війни і миру» Толстого видається нині такою ж слушною, як і двадцять років тому: «Один Бог знає, куди їдемо, й один Бог знає, що з нами діється!».
У частинах, що присвячені республікам Середньої Азії, Капусцінський використав уривки зі своєї раніше написаної книжки «Киргиз сходить з коня».
У 2010 році на Міжнародному ярмарку книжки у Москві відбулась презентація першого російськомовного видання «Імперії».

## Зміст
- Перші зустрічі (1939—1967)
- Пінськ, 1939
- Транссибірська, 1958
- Південь, 1967

- Із висоти пташиного польоту (1989—1991)
- Третій Рим
- Храм і палац
- Дивимося, плачемо
- Людина на асфальтовій горі
- Втеча від самого себе
- Завтра бунт башкирів
- Російська містерія
- Колима, тумани й тумани
- Кремль: чарівнича гора
- Пастка
- Центральна Азія, загибель моря
- Помона містечка Дрогобич
- Повернення до рідного міста

- Далі буде (1992—1993)
- Далі буде

## Проблематика твору
Р.Капусцінський у творі «Імперія» дуже глибоко розкриває феномен поширення імперського «ми» на колонізований суб'єкт і позбавлення його будь-якої свідомості, крім імперської, показуючи втрату людиною власної свідомості, домінування в ній «загальноімперських» думок, прагнення досягти не власного, а загального блага для всієї Імперії.
У цій книзі автор пройшов від зародження Імперії до її розпаду, в який він не міг повірити, адже бачив, наскільки глибоко вона просякла свідомість людей, наскільки вони віддані цій Імперії і як спокійно почувають себе у ролі ґвинтика цієї безмежно великої машини. Не міг повірити й тому, що бачив табори для політв'язнів у Магадані, знав, як ця страшна машина працювала, і як ця сама «Імперія» зробила усе, аби ніколи не розпастися.
Р.Капусцінський пояснює читачеві, наскільки глибоко засіла «імперська ідея» в голови її жителів. І чому люди, які стоять в довжелезних чергах за елементарними продуктами, готові тут же кинути все і піти на мітинг проти відділення Курильських островів, щиро протестуючи проти цього розділу «могутньої держави». Суть радянської ідеї, що засіла в головах цілого покоління — це полілогічність системи, тобто, у баченні автора: «химерний безлад найсуперечливіших логічних систем, яку свого часу ті, що припускають існування лише однієї логічної системи, хибно називали нелогічністю чи алогічністю».
У творі «Імперія» Ришард Капусцінський піднімає також болючі питання міжнаціональних конфліктів (між азербайджанцями та вірменами, абсолютно незрозумілі європейцям криваві конфлікти в гірському Карабасі, причина яких лежить глибше звичайного розуміння, адже представники обох таборів вже народжуються з ненавистю один до одного). Р.Капусцінський згадав також і про відмінності між Заходом і Сходом України. Ще до проголошення незалежності нашої країни Р.Капусцінський пише про таку можливість, бажаючи Україні в цьому успіху, адже «це велика, понад 50-мільйонна нація — сильна, стійка і відважна».

## Іноземні видання твору
- англійська мова: «Imperium»
- німецька мова: «Imperium»
- італійська мова: «Imperium»
- португальська мова: «Imerium»
- шведська мова: «Imperiet»
- данська мова: «Imeriet»
- фінська мова: «Imperiumi»
- болгарська мова: «Imperijata»
- угорська мова: «A Birodalom»
- чеська мова: «Imperium»
- норвезька мова: «Imperiet»
- іспанська мова: «El Imperio»
- французька мова: «Imperium»
- нідерландська мова: «Imperium»
- сербська мова: «Imperija»
- турецька мова: «Imparatorluk»
- албанська мова: «Imperium»
- російська мова: «империя»